# Ornament (stilistik)
Ornament betecknar inom retoriken språkliga prydnader. I Lennart Hellspongs bok Konsten att tala beskrivs ornamentet som språkliga prydnader i syfte att göra talet mera tilldragande. Skillnaden mellan ornament och trop är att ornamentet inte ändrar ordets betydelse, utan endast placerar orden på särskilda sätt.

## Exempel
Ett exempel på ornament är Churchills berömda yttrande:
"Aldrig i den moderna krigföringens historia har så många så få att tacka för så mycket."
Här består ornamentet av det trefaldiga upprepandet av ordet 'så' som följs av de antitetiska fraserna många–få.